# Metaphya tillyardi
Metaphya tillyardi là loài chuồn chuồn trong họ Corduliidae. Loài này được Ris mô tả khoa học đầu tiên năm 1913.